# Aitor Zubieta Albarracín
Aitor Zubieta Albarracín (Etxarri-Aranatz (Navarra), 1984), més conegut com a Zubieta, és un jugador professional de pilota basca, en la posició de saguer, amb contracte a l'empresa Aspe.
Va debutar l'any 2004 al frontó Labrit de Pamplona.

## Palmarès
- Campió per parelles: 2010